# Киричук, Вячеслав Фёдорович
Киричук Вячеслав Фёдорович (род. 16 октября 1940, Кузнецк, Пензенская область, РСФСР, СССР) — советский и российский учёный-физиолог, доктор медицинских наук, профессор, зав. кафедрой нормальной физиологии (1982—2021) и ректор (1989—1997) Саратовского медицинского института (университета).

## Биография
В. Ф. Киричук родился 16 октября 1940 года в г. Кузнецке Пензенской области в семье медиков.
В 1964 г. с отличием окончил педиатрический факультет Саратовского медицинского института. Будучи студентом, получал стипендию имени Богомольца — виднейшего отечественного патофизиолога.
После окончания института поступил в аспирантуру на кафедру нормальной физиологии своего альма-матер. С 1967 года работает на кафедре нормальной физиологии Саратовского медицинского института сначала ассистентом, затем доцентом, затем профессором. В 1982—2021 гг. — заведующий кафедрой.
В 1967—1977 гг. — зам. декана, в 1977—1986 гг. — декан педиатрического факультета, в 1986—1989 гг. — проректор по учебной работе Саратовского мединститута. В 1989—1997 гг. — ректор СМИ (СГМУ).
В настоящее время — профессор, почётный зав. кафедрой.

## Научная деятельность
В 1967 г. защитил кандидатскую диссертацию на тему «Рефлекторные влияния с щитовидной железы на коагуляционную способность крови», в 1980 г. — докторскую диссертацию на тему «Нарушения гемостаза при заболеваниях щитовидной железы и экспериментальном тироксиновом токсикозе». В 1982 г. ему присвоено звание профессора.
Профессор В. Ф. Киричук — крупный специалист-физиолог; он внёс значительный вклад в развитие клинической физиологии, установил механизмы нарушений в системе гемостаза при ряде заболеваний сердечно-сосудистой системы (острый инфаркт миокарда, стабильная и нестабильная стенокардия), патологическом течении родов, при различных заболеваниях недоношенных детей, при эндокринной патологии, ряде инфекционных заболеваний, обосновал закономерности влияния на систему гемостаза ряда физических факторов (лазерного излучения, волн крайне высокой частоты) при заболеваниях сердечно-сосудистой системы (острый инфаркт миокарда, ишемическая болезнь сердца), язвенной болезни желудка и двенадцатиперстной кишки, детских кишечных неинфекционных заболеваниях.
Итоги научных исследований профессора В. Ф. Киричука отражены в многочисленных публикациях в центральных медицинских журналах и зарубежных изданиях. Он является автором более 800 печатных научных работ, включая более 250 работ в центральных журналах как отечественных, так и зарубежных, более 20 монографий, более 40 патентов на изобретения, более 50 учебных пособий и методических рекомендаций для студентов, врачей, слушателей факультета повышения квалификации и постдипломной специализации.
Научные работы профессора В. Ф. Киричука широко известны не только у нас в стране, но и за рубежом. Как наиболее цитируемый автор в зарубежной литературе В. Ф. Киричук включен в биографическое издание «American Biographical Institute, Inc» (США) за 1998 г.
Под руководством В. Ф. Киричука защищены 27 докторских и более 100 кандидатских диссертаций.
В. Ф. Киричук является соавтором учебника «Физиология» для учащихся медицинских училищ (изд-во «Медицина», М., 1982, 1986 гг.), переведенного на узбекский и английский языки (изд-во «Мир», М., 1989 г.), а также учебника «Физиология человека», предназначенного для студентов высших медицинских заведений (изд-во «Медицина», М., 2001).
В 1989—2001 гг. В. Ф. Киричук являлся председателем двух диссертационных Советов: докторского по специальностям «внутренние болезни», «педиатрия», «инфекционные болезни» и кандидатского по специальностям «нормальная физиология», «кардиология», «нервные болезни». С 2001 г. — председатель докторского диссертационного Совета по специальностям: физиология, патологическая физиология, кардиология. Кроме того, он является членом диссертационных Советов в Саратовском государственном университете (по специальности биофизика) и Саратовском НИИ «Микроб» (по специальности патологическая физиология, иммунология, аллергология). В. Ф. Киричук является членом редакционного Совета журнала «Миллиметровые волны в биологии и медицине» (Москва).
Профессор В. Ф. Киричук избран действительным членом ряда академий: Международной академии наук высшей школы, Российской академии медико-технических наук, Российской академии военных наук, Российской академии естествознания, Международной академии энерго-информационных наук.

## Награды
За активную работу и достигнутые успехи В. Ф. Киричук награжден орденом Почёта, значком «Отличник здравоохранения» Минздрава РФ, значком «За отличные успехи в работе» Министерства общего и профессионального образования РФ, грамотами Президента РФ, губернатора Саратовской области, имеет звание "Заслуженный деятель науки Российской Федерации".